# Niels-Bo Valbro
Niels-Bo Valbro (født 17. maj 1956 i Søborg) var  dansk teaterdirektør for Det Ny Teater mellem årene 1994 og 2023. 
Allerede fra 1971 var han selvstændig impresario og fra 1984 tillige teaterproducent. I 1988 stiftede han Privat Teatret, som han var direktør for til dets lukning i 2007. I 1994 blev han også direktør for Det Ny Teater. Han har siden trukket sig tilbage efter 29 år på posten.
| Kunst og kultur | Spire Denne artikel om scenekunst og teater er en spire som bør udbygges. Du er velkommen til at hjælpe Wikipedia ved at udvide den. |